# Maltase
Maltase é uma enzima que atua sobre a maltose (açúcar dos cereais) transformando-a em  glicose, para esse processo ocorrer, essas enzimas grudam sobre a maltose, e por meio de um processo denominado  queimagem (processo pelo qual a maltose é queimada) a maltose se transforma em glicose.  